# Хантер, Роберт Марсер Тальяферро
Роберт Марсер Тальяферро Хантер (англ. Robert Mercer Taliaferro Hunter;  21 апреля 1809, Лоретто, округ Эссекс, Виргиния, США — 18 июля 1887 Александрия, Виргиния, США) — американский государственный деятель, сенатор США и государственный секретарь Конфедеративных Штатов Америки (1861—1862).

## Образование
Окончил Виргинский университет и Уинчестерскую школу права, получив профессию адвоката.

## Карьера
1835—1837 гг. — член Виргинской палаты делегатов.
1837—1843 гг. — член Палаты представителей Конгресса США.
1839—1841 гг. — спикер Палаты представителей Конгресса США.
1845—1847 гг. — повторно член Палаты представителей Конгресса США.
Занял место в Сенате США, в результате выборов 1847 года. В 1861 году ушёл в отставку, отказавшись от предложенного президентом Филлмором поста государственного секретаря США.
С 25 июля 1861 года по 17 февраля 1862 года — Государственный секретарь Конфедеративных Штатов Америки.
В 1862—1865 гг. — сенатор Сената КША.